# Bart

Porträt eines Mannes mit Vollbart (Gemälde von Rudolf Epp, 1901)

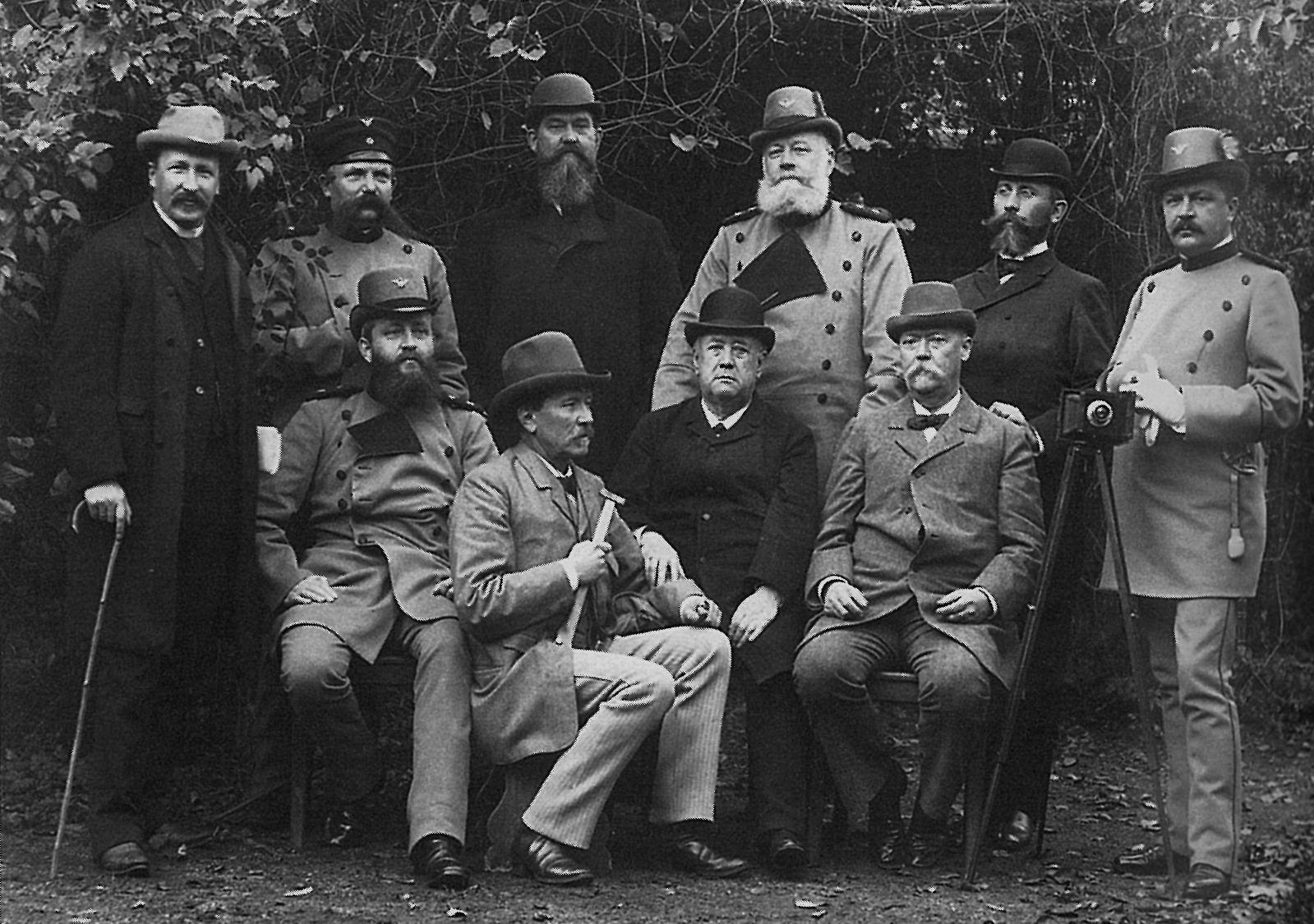
Bartträger des späten 19. Jahrhunderts

Der Bart besteht aus Barthaaren und ist Teil der menschlichen Körperbehaarung. Meist verteilt sich die Wachstumszone der Barthaare um den Mund, am Kinn, an den Wangen und am vorderen Halsbereich.
Die charakteristischen Eigenschaften der behaarten Bereiche sind im Artikel Haar detailliert beschrieben. Barthaare haben für gewöhnlich einen dickeren Schaft, sind starrer und bleiben kürzer als das Kopfhaar.

## Biologie
Das Barthaar ist in der Regel ab der Pubertät des Mannes verbreitet und zählt somit zu den sekundären Geschlechtsmerkmalen. Ausgelöst wird der Bartwuchs durch das Androgen Testosteron. Sichtbares Barthaar bei Frauen bezeichnet man als „Damenbart“. Der Bartwuchs von Frauen beginnt unter Umständen nach der Menopause (den Wechseljahren).

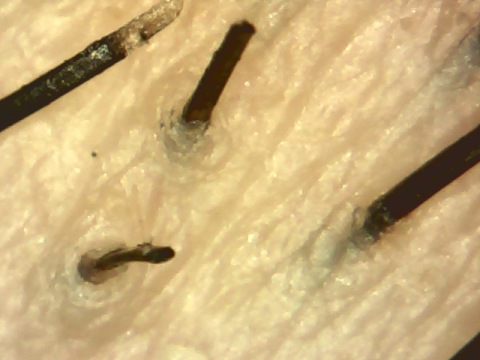
Großaufnahme

### Bartwuchs ab der Pubertät
Durch endokrine Vorgänge im Körper beginnt am Ende der männlichen Pubertät (im Alter zwischen ca. 14 und 18 Jahren) der Bartwuchs. In der Regel taucht zuerst über der Oberlippe ein zarter Flaum auf, der zunächst weich ist, aber dann allmählich härter wird. Kurz darauf erscheint das erste Haar bei den Ohren, da dort der eigentliche Bartwuchs anfängt. Etwas später sprießen die ersten Haare auch am Kinn, wo diese sich dann Richtung Hals ausbreiten. Zum Schluss greift das Haar noch auf die Wangen über.
Erst jetzt spricht man von einem richtigen Bart, und für ein nacktes Gesicht wird eine regelmäßige Rasur erforderlich, jedoch dauert dies einige Zeit, da dieses Stadium erst ca. 4–5 Jahre nach dem ersten Erscheinen der Schambehaarung erreicht wird.
Die Stärke der Behaarung wird teils vom männlichen Hormon Testosteron sowie genetisch gesteuert, regelmäßiges Rasieren hat darauf keinen Einfluss. Dennoch nehmen die Wachstumsgeschwindigkeit und die Stärke des Bartes mit dem Alter aufgrund des steigenden Hormonniveaus zu und beträgt dann etwa 2,8 mm pro Woche.

## Bartformen
Es gibt verschiedene Arten, Bärte zu tragen, man spricht dabei von Bartformen oder Barttrachten. Die getragenen Formen unterscheiden sich nach Kultur, Moden und Epoche. Abgrenzungen sind nicht immer zuverlässig möglich, da Längenwachstum, das Zuwachsen bislang kahler Stellen oder die (gewollte oder ungewollte) Änderung der Wuchsrichtung von Zwirbelbärten sukzessive den Charakter und damit die Bezeichnung des Bartes ändern können.
Bärte, die ausschließlich oberhalb des Mundes wachsen, werden als Schnurrbart oder Oberlippenbart bezeichnet. Eine Sonderform der Schnurrbärte stellen die Zwirbelbärte dar, deren Enden über die Mundwinkel hinausreichen und dort kunstvoll gezwirbelt werden.
Gängige Bartformen sind:
| Bild | Bezeichnung | Beschreibung | Bekannte Träger |
| ---- | --- | --- | --- |
|      | Schnauzbart (auch: Schnäuzer) | dicker, buschiger Schnurrbart (entscheidend ist aber, dass sich der Bart weiterhin ausschließlich aus Oberlippenhaaren speist, sonst liegt ein dicker Mongolenbart vor) | Friedrich Nietzsche, Albert von Sachsen-Coburg und Gotha, Giacomo Puccini, Albert Einstein, Thomas Mann, Stefan Zweig, William Faulkner, Elias Canetti, Richard Strauss, Edward Elgar, Mahatma Gandhi, Josef Stalin, Wilhelm Keitel, Hjalmar Schacht, Neville Chamberlain, Anthony Eden, Edvard Beneš, Simon Wiesenthal, Martin Heidegger, Ferdinand Porsche, Georges Brassens, Willy Millowitsch, Willy Harlander, Tom Selleck, Jürgen Möllemann, Manfred Lahnstein, Peter Struck, Dieter Zetsche |
|      | Fliege (auch Graben-, Zweifinger-, Hitler- oder Chaplin-Bart)                                                                                  | Schmaler Schnurrbart ausschließlich direkt unterhalb der Nase, beliebt in den 1920er-Jahren, seither wegen seiner ikonografischen Verbindung mit Hitler weitgehend geächtet. Entwickelte sich im 1. Weltkrieg aus dem Kaiser-Wilhelm-Bart (II), dessen gezwirbelte Enden in den Schützengräben zum besseren Sitz der Gasmasken gestutzt werden mussten. | König Friedrich I. in Preußen, Markgraf Philipp Wilhelm von Brandenburg-Schwedt, Adolf Hitler, Otto Frank, Ferdinand Sauerbruch, Charlie Chaplin, George Orwell (vor Ausbruch des 2. Weltkriegs), Wilhelm Pieck, Hermann Obrecht, Paul Chaudet, Genrich Jagoda, Jitzchak Schamir, Robert Mugabe, Abdalá Bucaram, Marcel Pilet-Golaz; fiktive Figuren: Humbert Humbert (Lolita) |
|      | Bleistiftbart (auch: Menjou-Bärtchen, Clark-Gable-Bart)                                                                                        | dünner, eleganter Schnurrbart; häufiges Attribut von Film-Bösewichten Bei Verlängerung der Enden über die Mundwinkel hinunter wird der Bleistift- zum Fu-Manchu-Bart (entscheidend ist aber, dass sich der Bart weiterhin ausschließlich aus Oberlippenhaaren speist, sonst liegt ein dünner Mongolenbart vor) | Francisco Franco, Clark Gable, Adolphe Menjou, Gustav Stresemann, David Niven, Errol Flynn, George Orwell, Rudolph Moshammer; fiktive Figuren: Apu Nahasapeemapetilon |
|      | Fu-Manchu-Bart | Langer, gezwirbelter Bleistiftbart (dünner Schnurrbart), dessen Enden seitlich des Mundes bogenförmig oder senkrecht nach unten abfallen: der Unterschied zum (dünnen) Mongolenbart ist, dass sich der Fu-Manchu-Bart ausschließlich aus (langem) Oberlippenhaar speist, die Stellen unterhalb des Mundes dagegen rasiert sind. | Filmfigur Fu Manchu |
|      | Dalí-Bart | Langer, gezwirbelter Bleistiftbart (dünner Schnurrbart), dessen Enden seitlich des Mundes bogenförmig nach oben gedreht werden; dünner als der Kaiser-Wilhelm-Bart. Bei einer Variante ist ein breiteres Stück um das Philtrum freirasiert. | Salvador Dalí |
|      | Kaiser-Wilhelm-Bart (II) | Langer, gezwirbelter Schnauzbart (dicker Schnurrbart), dessen Enden seitlich des Mundes bogenförmig nach oben gedreht werden; Kräftiger als der Dalí-Bart. Damit der Bart seine Form nicht verlor, trug man über Nacht eine hinter den Ohren zu befestigende Bartbinde. Außerdem befeuchtete man ihn mit der vom Hoffriseur des Kaisers, François Haby, entwickelten Barttinktur der Marke Es ist erreicht, wonach der Bart seinen Namen Es-ist-erreicht-Bart erhielt, beliebt in den deutschsprachigen Ländern um die Wende vom 19. zum 20. Jahrhundert | Henry Morgan, Kaiser Wilhelm II. (Namensgeber), Erzherzog Franz Ferdinand von Österreich, Paul von Hindenburg, Ferdinand von Zeppelin, Henning Krautmacher, Ingo Lenßen, Horst Lichter |
|      | [langer, an den Enden nach unten gebogener Schnauzbart] (struppige und/oder ungepflegte Varianten bezeichnet man auch als Walrossbart)         | Langer, gezwirbelter Schnauzbart (dicker Schnurrbart), dessen Enden seitlich des Mundes bogenförmig oder senkrecht nach unten abfallen; Kräftiger als der Fu-Manchu-Bart; der Unterschied zum (dicken) Mongolenbart ist, dass sich dieser Bart ausschließlich aus (langem) Oberlippenhaar speist, die Stellen unterhalb des Mundes dagegen rasiert sind. | Otto von Bismarck, Theodor Fontane, Heinrich Schliemann, Paul Gauguin, Theodore Roosevelt, Heinrich George, Albert Schweitzer, Georges Clemenceau, Lech Wałęsa, Wolf Biermann, Günter Grass, Janosch, Freddie Mercury, Heiner Brand, Danny Trejo, Ali Mitgutsch; fiktive Figuren: Asterix und die meisten Gallier in den gleichnamigen Comics. |
|      | Mongolenbart (auch: „Zuhälterbart“ oder „Hufeisen“)                                                                                            | Schnurrbart, der seitlich nach unten bis zum Rand des Unterkiefers verlängert ist, ähnlich Henriquatre, jedoch mit rasiertem Kinn; der Unterschied zu ähnlichen Schnurrbärten ist, dass sich der Mongolenbart nicht nur aus Oberlippenhaar speist, sondern auch aus Haaren, die unterhalb der Mundwinkel wachsen. | Hulk Hogan, Luigi Colani, Gardner Minshew, König Ludwig II. von Bayern auf manchen Altersfotos |
|      | Soul Patch | Unter der Unterlippe in verschieden starker Länge und Dichte | Howie Mandel |
|      | Zappabart | Schnurrbart in Kombination mit einem Soulpatch; verwandt mit dem Knebelbart und dem Balbobart (siehe jeweils dort) | Frank Zappa (Namensgeber), Fürst Vlad. III (bekannt als Dracula), Honoré de Balzac, Guy de Maupassant, Robert Louis Stevenson, Karl May, König Ludwig I. von Bayern, Fürst Pückler, Frank Zander, Phil Jackson |
|      | Kinnbart (auch Ziegenbart oder Goatee) | Bart ausschließlich unterhalb des Mundes; Variation: „Petit Goatee“, wobei nur ein breiter werdender Streifen von der Unterlippe bis zum Kinn stehen gelassen wird. | Benjamin Disraeli, Henry Hoyt, William H. Hunt, Thomas Henry Carter; fiktive Figuren: Uncle Sam, Sandmännchen (DFF) |
|      | Knebelbart (auch: Musketier-, Van-Dyck oder Viktor-Emanuel-Bart)                                                                               | Kombination aus Schnurr- und Kinnbart, wobei die Verbindung zwischen beiden (anders als beim Henriquatre) ausrasiert wird; beliebt im 17. Jahrhundert; verwandt sind der Zappabart und der Balbobart | Anthonis van Dyck, Cervantes, König Philipp III. von Spanien, König Philipp IV. von Spanien, Kaiser Ferdinand II., Kaiser Ferdinand III., Kurfürst Friedrich V. von der Pfalz, Prinz Friedrich Heinrich von Oranien, Kurfürst Georg Wilhelm von Brandenburg, Cornelis de Graeff, Gerrit van Honthorst, Diego Velázquez, Albrecht von Wallenstein, König Charles I. von England, Kardinal Richelieu, Kardinal Mazarin, König Gustav Adolf von Schweden, König Karl IX. von Schweden, König Ludwig XIII. von Frankreich, Kurfürst Maximilian I. von Bayern, Kaiser Kangxi, Kaiser Napoleon III., König Victor Emanuel II., König Ludwig II. von Bayern, Kaiser Wilhelm II. (nach seiner Abdankung im niederländischen Exil), Heinrich Mann, Lenin, Walter Rathenau, Philipp Scheidemann, Buffalo Bill |
|      | Henriquatre (auch: Bart der Könige genannt, Gewerkschafter-, Krieger- oder Jägerbart, vulgärsprachlich Gesichtsmuschi oder Kinderschänderbart) | Eine Kombination aus Schnurr- und Kinnbart, bei dem das Haar – anders als beim Knebelbart – eine vollständige Umrundung des Mundes bildet | Heinrich IV. von Frankreich (Namensgeber), Johannes Kepler, Raymond Poincaré, Horst Ehmke, Walter Ulbricht, Roger Whittaker, Boris Becker, Jürgen von der Lippe, Stefan Raab, Beppo Pohlmann, Klaus Havenstein, Brad Pitt, Kofi Annan, Abdulrazak Gurnah, Peter Harry Carstensen, Peter Rapp, Bernd Pischetsrieder, Harald Martenstein, Martin Sichert, Wolfgang Pauritsch; fiktive Figuren: Bernd Stromberg, Homer Simpson |
|      | Balbobart | Schnurrbart in Kombination mit einem Soulpatch UND einem Kinnbart; verwandt mit dem Knebelbart und dem Zappabart (siehe jeweils dort) | Italo Balbo (Namensgeber), Leo Trotzki (Ende der 20er Jahre), Johnny Depp, Gil Ofarim |
|      | Backenbart | Ein Bart, der von den Koteletten ausgeht und dann an den seitlichen Gesichtspartien verläuft, während Kinn und Oberlippe rasiert werden; sehr beliebt Anfang des 19. Jahrhunderts. | Martin van Buren, Simón Bolívar, Alexander Puschkin, William Makepeace Thackeray, César Franck, Charles Darwin, Gioacchino Rossini, Niccolò Paganini, Jules Ferry, Carl Friedrich Gauß, E.T.A. Hoffmann, Georg Wilhelm Friedrich Hegel, Arthur Schopenhauer, Ralph Waldo Emerson, Karl Baedeker, Ernst Moritz Arndt, Claude Bernard |
|      | Kaiser-Wilhelm-Bart (I) | Üppiger Vollbart, der am Kinn rasiert wird. | Kaiser Wilhelm I. (Namensgeber), Kaiser Franz-Joseph, Johann Strauss (Sohn), Werner von Siemens, Ambrose Burnside, Miguel Grau Seminario, Robert Hartig, Lemmy Kilmister |
|      | Schifferkrause (auch: Schiffer-, Friesen- oder Lehrerbart; Bartfräse; Chin curtain, Chinstrap oder Donegal)                                    | Vollbart, jedoch ohne Bewuchs der Oberlippe und höheren Wangenpartie. Diese Bartform wird schon bei griechisch-antiken Büsten zitiert; sehr beliebt auch bei den Amish People | Kaiser Nero, Abraham Lincoln, Peter Cooper, LeRoy Pope Walker, Richard Wagner, Georges-Eugène Haussmann, Rudolph Clausius, Wilhelm II. (Niederlande), Adolph von Menzel, Paul „Ohm“ Kruger, Karl Radek, Alexander Solschenizyn, Alexander Mackenzie, Álvaro Pombo, Henry David Thoreau, Hoimar von Ditfurth, Herman Le Compte, Alvin Plantinga, Klaus Matthiesen, Hans Werner Sinn, Jean-Pierre Van Rossem, Edward Bates, Chabib Abdulmanapowitsch Nurmagomedow |
|      | Dreitagebart | Besonders kurze Variante des Vollbarts (siehe dort), bei der das Barthaar auf ca. 1–2 Millimeter Länge zurückgestutzt wird. | Thomas Gottschalk, Til Schweiger, Volker Lechtenbrink, Leonardo DiCaprio, Wolfgang Kubicki, Robert Habeck, Albert II. von Thurn und Taxis |
|      | Vollbart | Das Barthaar wird überall stehen gelassen, wo es wächst; also eine Kombination aus Schnurr-, Kinn- und Backenbart. Die kurze Variante ist als Dreitagebart bekannt, die besonders lange als Rauschebart (siehe jeweils dort). | Albrecht Dürer, Karl V., Heinrich VIII., Victor Hugo, Ignatius von Loyola, Giuseppe Verdi, Peter Tschaikowsky, Robert Koch, Rudolf Virchow, Edward VII., Theobald von Bethmann Hollweg, Sigmund Freud, Max Weber, Reinhold Messner, Luciano Pavarotti, Placido Domingo, Kurt Masur, John Travolta, Mario Adorf, Michael Ende, Haile Selassie, Paul Breitner, David Beckham, Martin Schulz, Charles Michel, Manfred Weber, Christian Lindner, Anton Hofreiter, Jonas Kaufmann, Jürgen Klopp, Conchita Wurst; fiktive Figur: Käpt’n Iglo |
|      | Rauschebart | Besonders lange Variante des Vollbarts (siehe dort), bei der das Barthaar nicht zurückgestutzt wird. Traditionell häufig bei Priestern und/oder Laien bestimmter religiöser Gruppen (Christlich-orthodoxe Kirchen, Orthodoxes Judentum) anzutreffen; im 19. Jahrhundert auch beliebt in Anarchistenkreisen; schmale und akkurat getrimmte Varianten sind traditionell als Holzfällerbart bekannt und werden heute gerne in Hipsterkreisen getragen, die ihn mitunter nach dem Szene-Barbier Eric Bandholz als Bandholz bezeichnen.                       | Vasco da Gama, Leonardo da Vinci, Michelangelo, Tizian, Pieter Bruegel der Ältere, Karl Marx, Friedrich Engels, Michail Bakunin, Fürst Kropotkin, Kurt Eisner, Charles Darwin, Johannes Brahms, Theodor Storm, Leo Tolstoi, Rasputin, Fjodor Dostojewski, Iwan Turgenew, Arthur Schnitzler, Herman Melville, Jules Verne, Claude Monet, Edouard Manet, Konrad Duden, Wilhelm Conrad Röntgen, Wilhelm Busch, Gottfried Keller, Prinzregent Luitpold von Bayern, Ernest Hemingway, Georges Moustaki, Ayatollah Chomeini, Fidel Castro, Bud Spencer; fiktive Figuren: der Weihnachtsmann, Papa Schlumpf, Miraculix, Albus Dumbledore |
|      | Tirpitzbart | Vollbart mit Oberlippenbart und Barthaare bis zu den Koteletten, unter dem Kinn ist der Bart recht lang nach unten reichend (ca. 20–30 cm) und mittig zweigeteilt nach links und nach rechts ausladend | Alfred von Tirpitz, Ludwig Ferdinand Wilhelmy, adelige Teilnehmer der 800-Jahr-Feier des Hauses Wettin 1889 in Dresden, Wilhelm Ernst Wölk, Wilhelm Joest |

Längere Bärte werden zuweilen am Kinn geflochten. Spektakulären Ruf genoss insofern der in mehreren geflochtenen Zöpfen endende Bart des Piratenkapitäns Edward Teach („Blackbeard“), in den er sich bei Bedarf zusätzlich brennende Lunten einarbeiten ließ, um seine Opfer zusätzlich einzuschüchtern. Bei dem dänischen König Sven Gabelbart teilte sich, gemäß mehrerer Gemälde, ein längerer Vollbart symmetrisch in zwei Hälften.
Der Milchbart ist hingegen nur eine Metapher für einen sehr jungen Mann mit erstem Bartflaum und spielt spöttisch auf die deutlich sichtbaren Milchränder an, die den Kindern beim Trinken auf der Oberlippe oder den Hautpartien um den Mund verbleiben.
Eisenbahnerbart ist die scherzhafte Bezeichnung für spärlichen Bartwuchs („Jede Station ein Haar“).

## Rasur und Schnitt

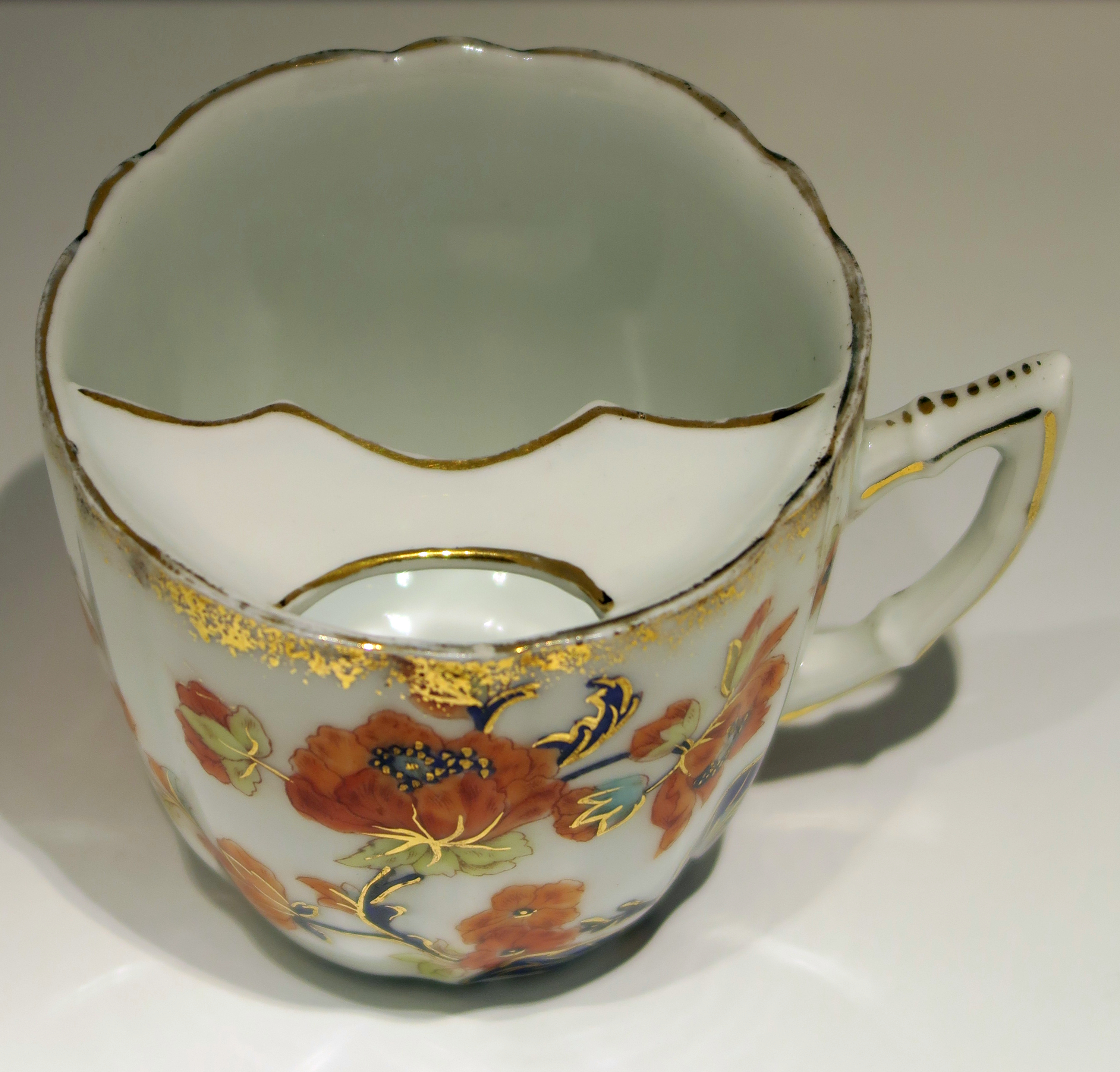
Barttasse, Tirschenreuth um 1880

Die Kürzung der Barthaare erfolgt üblicherweise mittels Rasur; hierbei ist der Zeitraum, in dem man sich rasieren muss, um sichtbare Behaarung zu unterdrücken, abhängig vom Bartwuchs und kann zwischen mehrmals täglich und wöchentlich liegen. Verwendet werden Rasierapparate, Rasierhobel, Systemrasierer, klassische Rasiermesser und Wechselklingen-Rasiermesser. Ein weitverbreiteter Irrglaube ist, dass der Bartwuchs durch häufigere Rasur stimuliert würde. Dieser Irrglaube ist auf das subjektive Gefühl zurückzuführen, welches beim Austreiben der sehr harten Bartstoppeln entsteht.
Die Länge der Barthaare kann beträchtlich werden. Den längsten Bart trug seinerzeit Hans Langseth, ein 1927 in den USA verstorbener Norweger mit 5,33 m Haarlänge. Der Bart von Louis Coulon (* 1828) war ähnlich lang.
Die Rasur kann entweder total erfolgen, wobei alle Barthaare entfernt werden, oder es werden ausgewählte Teile der Gesichtsbehaarung stehengelassen oder nur gestutzt (geschnitten). Diese Form der Bartbehaarung bedarf, zum Erhalt, einer regelmäßigen Bartpflege, dabei wird oft auch Bartwichse benutzt.

## Kulturgeschichte
In früheren Zeiten sah man den Bart als Zeichen der Kraft und als Zierde der Männlichkeit an, weshalb sich auch eine sorgfältige Pflege entwickelte. Die Ansichten darüber, was mit dem Bart zu geschehen habe, unterscheiden sich von Kultur zu Kultur beträchtlich; von der jeweiligen Norm abweichende Barttracht gilt oft als Zeichen von Ungepflegtheit oder Fremdheit.
Hatte der Bart in der Frühgeschichte der Menschheit vor allem auch einen kultischen Charakter, der viele religiöse Komponenten besaß, ist er in der Gegenwart daneben vor allem in der säkularisierten westlichen Welt sowohl Ausdruck von Individualität als auch in bestimmten Formen Mode.

### Altertum
Die Pharaonen des Alten Ägypten (auch, wenn sie Frauen waren) trugen einen Zeremonialbart als Zeichen ihrer virilen Omnipotenz. Dieser Zeremonialbart war aber eine künstliche, stilisierte Attrappe; der natürliche Bartwuchs wurde rasiert. Die Barttracht war ein Zeichen der sozialen Distinktion und sollte Standesunterschiede in den alten Hochkulturen verdeutlichen.
Die Griechen waren bis zur Unterwerfung durch Alexander den Großen zumeist stolz auf ihre Bärte, die nur zu Anlässen der Trauer oder als Bestrafung rasiert wurden. Allerdings kamen in der klassischen Zeit die sogenannten „Strategenbärte“ auf, kurz gehaltene Bärte, die nicht im Kampf störten. Mit der Machtübernahme durch die Makedonen wurde es in den oberen Schichten Sitte, sich zu rasieren. Aus dieser Zeit stammt das Sprichwort: Ein Bart macht noch nicht den Weisen. Denn Philosophen trugen auch noch zu Zeiten Alexanders langes Haupthaar und lange Bärte.
Bis ins 3. Jahrhundert v. Chr. kannten die Römer die Rasur offenbar nicht. Mit der Kontaktnahme zur griechischen Kultur des Hellenismus wurde es auch hier üblich, sich zu rasieren.
Scipio Africanus der Jüngere soll der erste Römer gewesen sein, der sich glatt rasierte. Zumindest in der Oberschicht setzte sich diese Sitte in Rom bald allgemein durch; dies änderte sich lediglich in den anderthalb Jahrhunderten zwischen Hadrian und Diokletian: Hadrian trug als Zeichen seiner Verbundenheit mit der klassischen, vormakedonischen griechischen Kultur einen Vollbart. Zwischen Hadrian und Caracalla waren daher fast alle Kaiser vollbärtig, die Soldatenkaiser bevorzugten dabei einen Dreitagebart. Zwischen Konstantin dem Großen und Phokas waren dann jahrhundertelang wieder fast alle Herrscher (mit wenigen Ausnahmen wie Julian Apostata) glattrasiert, da dies in der Spätantike als typisch römisch galt.
Die Bartmoden bei den Völkern außerhalb des römischen Imperiums sind nur teilweise überliefert. Aus römischer Sicht war ein Vollbart neben einer Hose ein geradezu typisches Zeichen für einen Barbaren. Einige persische Herrscher durchwirkten ihren Bart mit Goldfäden. Tacitus berichtet in seiner Germania (98 n. Chr.):
„Das auch von anderen Völkern Germaniens selten und unter persönlichem Wagemut des Einzelnen Praktizierte hat sich bei den Chatten zur allgemeinen Sitte gestaltet: sobald sie herangewachsen sind, Haar und Bart wachsen zu lassen, und nur nach Tötung eines Feindes die angelobte und der Tapferkeit verpfändete Tracht ihres Antlitzes abzulegen.“ (Tac. Germ. 31,1).
Zwar lässt sich die Behauptung römischer Autoren nicht bestätigen, dass Germanen stets lange Bärte gehabt hätten, aber als sichtbares Zeichen von Initiationen wurde der Haartracht besondere Bedeutung zugemessen. Der Stammesname Langobarden, der üblicherweise von „Langbärte“ hergeleitet wird, könnte auf die äußerliche Unterscheidung von den Germanen zurückgehen.

### Judentum, Christentum, Islam

#### Judentum

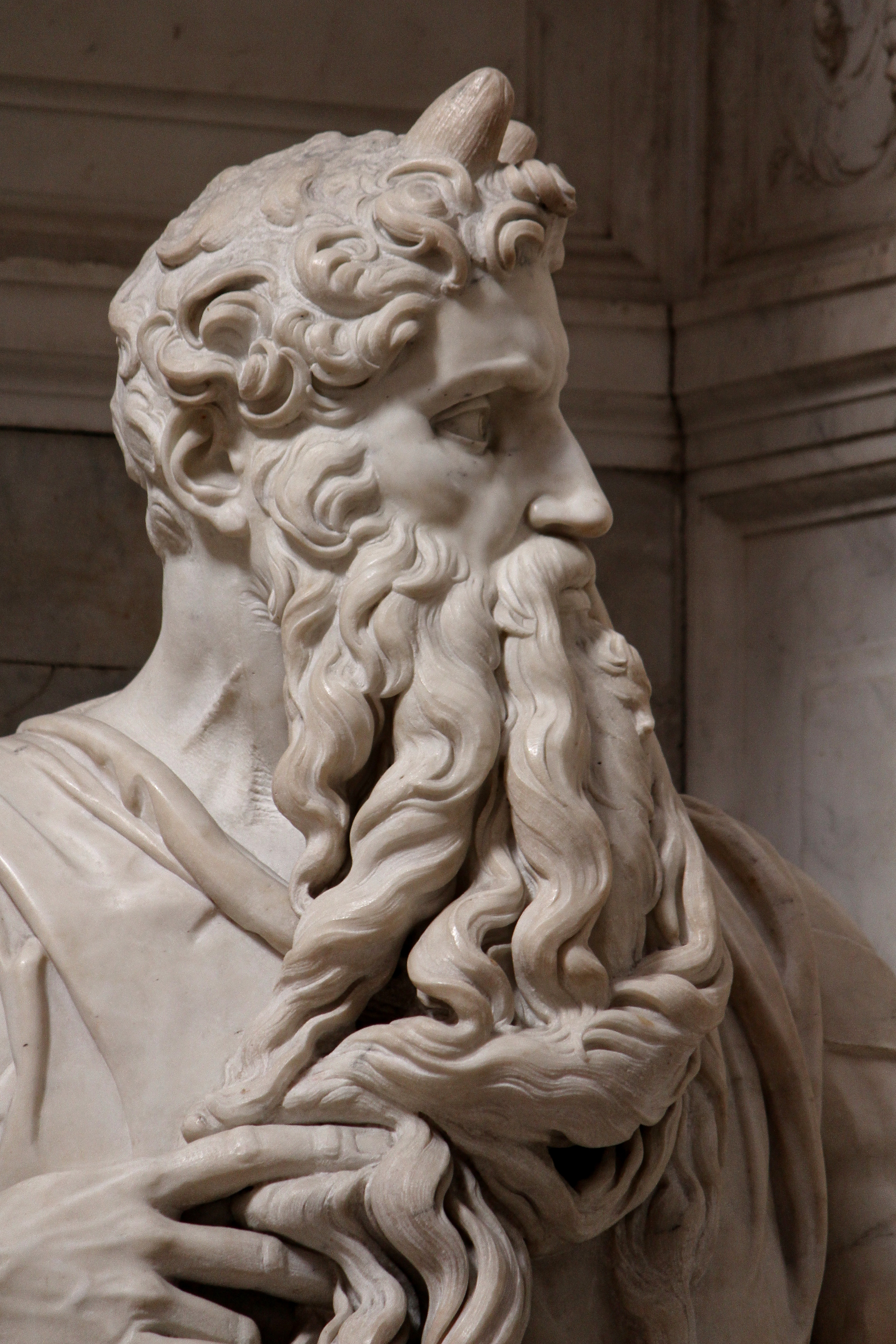
Moses (1513–1515) von Michelangelo Buonarroti, Detail, Grabmal, San Pietro in Vincoli (Rom)

Das Alte Testament kennt zwei Gebote über die Barttracht. In Levitikus 19, 27 heißt es (in der Übersetzung nach Luther, Bibeltext in der revidierten Fassung von 1984 (Deutsche Bibelgesellschaft)): Ihr sollt euer Haar am Haupt nicht rundherum abschneiden noch euren Bart stutzen. Dies richtet sich an alle Israeliten, und ist vor allem eine Ablehnung heidnischer Haar- und Barttrachten, die religiöse Bedeutungen hatten.
Levitikus 21, 5 richtet sich an die Priester: Sie sollen auch keine Glatze scheren auf ihrem Haupt noch ihren Bart stutzen und an ihrem Leib kein Mal einschneiden. Auch hier ist der Hintergrund die Modifikation des Körpers im Kult der Heiden der damaligen Zeit, der u. a. auch Tätowierungen und gezielte Vernarbung beinhaltete.
Ausgehend von diesen Versen haben sich im Judentum verschiedene Interpretationen herausgebildet, inwiefern sich ein frommer Jude rasieren und trimmen darf. Orthodoxe und ultraorthodoxe Juden tragen darum häufig lange Vollbärte und manchmal Schläfenlocken.

#### Christentum
Das Christentum kennt keine eindeutige Barttracht, vielmehr wechseln sich in der Zeit und in den Konfessionen unterschiedliche Traditionen und Deutungen ab, ob ein Mann einen Bart tragen muss oder nicht. Während der katholische Klerus überwiegend glattrasiert ist, tragen zum Beispiel die Amischen als verheiratete Männer eine Schifferkrause. Mönchsorden haben zum Teil festgelegte Rasurzeiten.

#### Islam

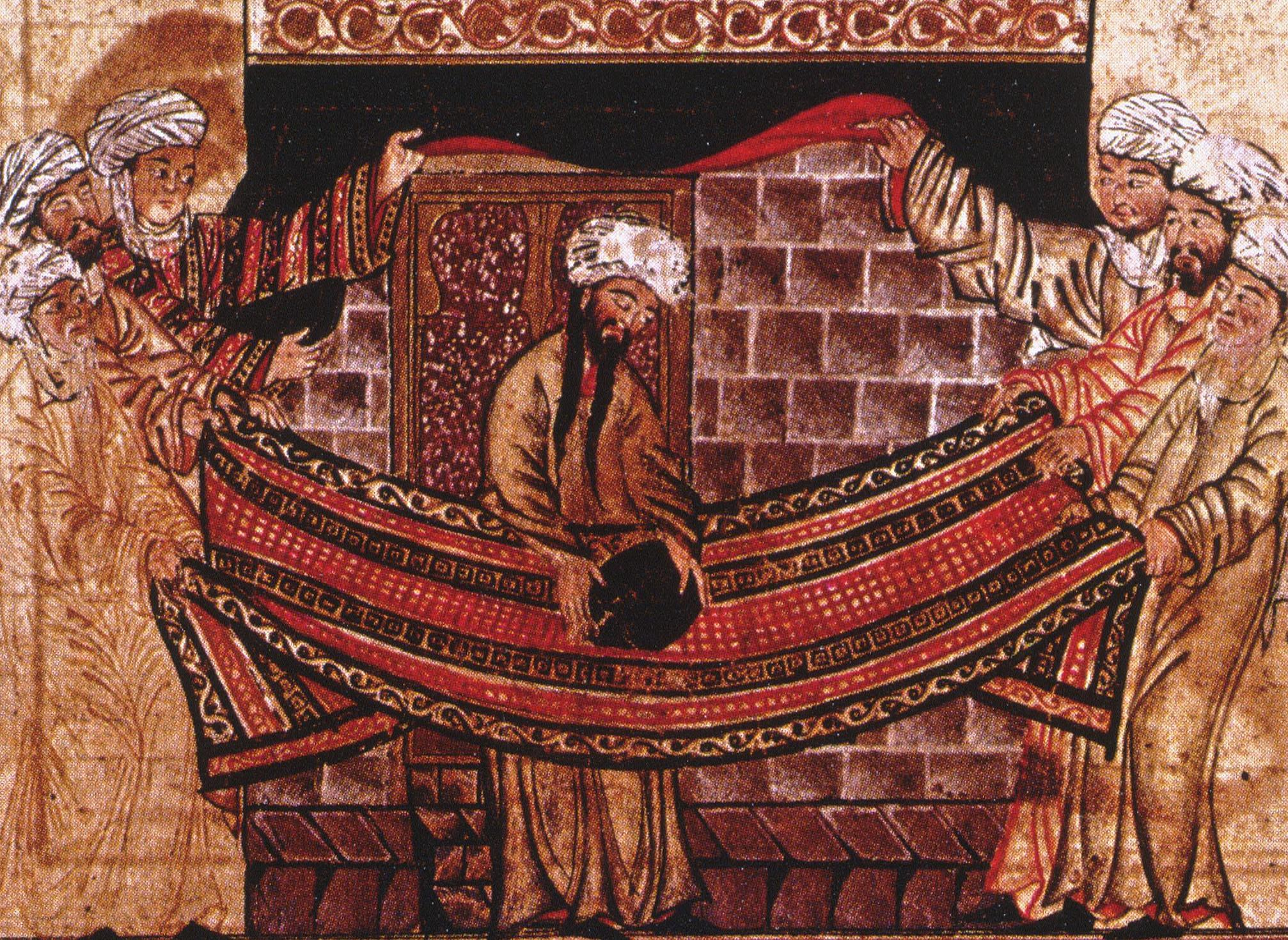
Der Prophet Mohammed beim Anbringen des Schwarzen Steines, aus einer Buchillustration des Dschami at-tawarich (1315)

Das Tragen eines Bartes (arabisch لحية, DMG liḥyah, Plural: liḥā oder luḥā) im Islam wird im Koran selbst nicht erwähnt, jedoch wird in zahlreichen Ahadith darauf hingewiesen, dass der Prophet Mohammed selbst einen dichten Bart gehabt und den Gläubigen befohlen habe, sich einen ebensolchen wachsen zu lassen. Allerdings lässt die ḥadīṯ-Literatur offen, ob das Stutzen des Bartes erlaubt und der Oberlippenbart, der im Islam nicht als Teil des Bartes verstanden wird, komplett abzurasieren ist. Während der Bart im Islam als Zeichen der Frömmigkeit galt und heute noch gilt, wurde er in säkularen Gesellschaften als Zeichen der Rückständigkeit betrachtet und vom Tragen eines solchen abgeraten.

##### Gründe für das Wachsenlassen des Bartes
Ein Grund für das Wachsenlassen des Bartes ist, sich von den Angehörigen anderer Religionsgemeinschaften zu unterscheiden, dies betrifft sowohl das Aussehen („lā tashabbahū“), als auch das Verhalten an sich („khālifū...“). Dies ist auch einer der Gründe dafür, dass es Muslimen empfohlen ist, ihren Bart zu färben; allerdings nur in rötlichen oder gelblichen Farbtönen, niemals in Schwarz. Außerdem wird im Islam das Tragen des Bartes als natürliche Veranlagung gesehen, des Weiteren als Zeichen der Männlichkeit. Er stellt ein wesentliches Unterscheidungsmerkmal zwischen Frauen und Männern dar und es sollte vermieden werden, sich als Mann wie eine Frau darzustellen und umgekehrt.

##### Entfernen des Bartes als Strafe
Abgesehen von den oben genannten Implikationen war das (zwangsweise) Abrasieren des Bartes als Bestrafung vorgesehen, sodass sein Verlust nicht nur als Verlust des Ansehens in Bezug auf Männlichkeit und Religiosität bedeutete, sondern Personen auch als Verbrecher identifizieren ließ. Dennoch gab es Sufi-Orden, die diese gesellschaftlichen und religiösen Konventionen konsequent missachteten, sogar umkehrten. Angehörige des Qalandar-Ordens rasierten ihre Köpfe, Augenbrauen und Bärte, Ḥaydarīs rasierten – im Widerspruch zu den Anweisungen des Propheten und ließen ihre Schnurrbärte wachsen, während sie ihre Bärte abrasierten.

### 19. und 20. Jahrhundert
Der Bart war in Europa zu einer völlig säkularisierten ästhetischen Größe geworden. Die Barttracht war der Mode unterworfen, die vom Herrscherhof ausging. So setzte Ludwig XIV. die Glattrasur als Standard, während Heinrich IV. den nach ihm benannten Bart (siehe oben) popularisierte.
Intellektuelle trugen ihn als Zeichen der Kritik und der revolutionären Gesinnung (siehe etwa Karl Marx, Pjotr Kropotkin oder Friedrich Nietzsche), während Herrscher den bis ins 18. Jahrhundert verpönten Bart (Friedrich der Große etwa war glattrasiert) wiederentdeckten, um ihr Aussehen den einfachen Menschen anzupassen. Dadurch wurden sie ihrerseits Vorbilder für loyale Bürger, die Barttracht wieder nachzuahmen (siehe Kaiser Wilhelm I. und Kaiser Wilhelm II.).

#### Beginnendes 19. Jahrhundert: Der bürgerliche Revolutionär trägt Bart

Der bürgerliche Revolutionär trägt Bart – Eugène Delacroix: Die Freiheit führt das Volk, 1830

Einen Höhepunkt fand der Bart im 19. Jahrhundert. In der Zeit der Revolutionen 1789 bis 1848 war der Bart zu einem Zeichen der Volksnähe, aber auch des Radikalismus geworden. Friedrich Ludwig Jahn, der 1811 die deutsche Turnbewegung unter anderem mit der Zielsetzung initiierte, die Jugend auf den Kampf gegen die napoleonische Besetzung und für die Rettung Preußens und Deutschlands vorzubereiten, propagierte den Bart, der im napoleonischen Frankreich aus der Mode gekommen war, als bewusste Abgrenzung von den französischen Besatzern. Für Jahn war die Rückkehr zum Bart auch eine Rückkehr zu verklärten mittelalterlichen Idealen. Wenige Jahre später trugen auch französische Bürgerliche, die in Opposition zum rückwärtsgewandten Regime Charles X. standen, häufig Bart.
Eugène Delacroix zeigte diesen Wandel in seinem ikonographischen Gemälde Die Freiheit führt das Volk, das die Barrikadenkämpfe der Julirevolution von 1830 verewigte. Der Arbeiter am linken Bildrand ist noch bartlos, der mit ihm kämpfende Bürger ist in nüchternes Schwarz gekleidet, trägt Zylinder und Bart. Die Form des Barthaares signalisierte in Frankreich zunehmend die politischen Ansichten seines Trägers: Während konservative Royalisten glattrasiert waren, trugen Republikaner Koteletten und einen kleinen Kinnbart. Moderate Republikaner dagegen verzichteten auf den Kinnbart. Wer einen Knebelbart trug, signalisierte damit, dass er immer noch ein Unterstützer Napoleons war. Liberale, die politisch zwischen moderaten Republikanern und Konservativen standen, bevorzugten den Schnurrbart. Der Vollbart dagegen blieb auf Künstler und politische Außenseiter begrenzt.

#### Der Schnauzbart wird zum Kennzeichen des Offiziers

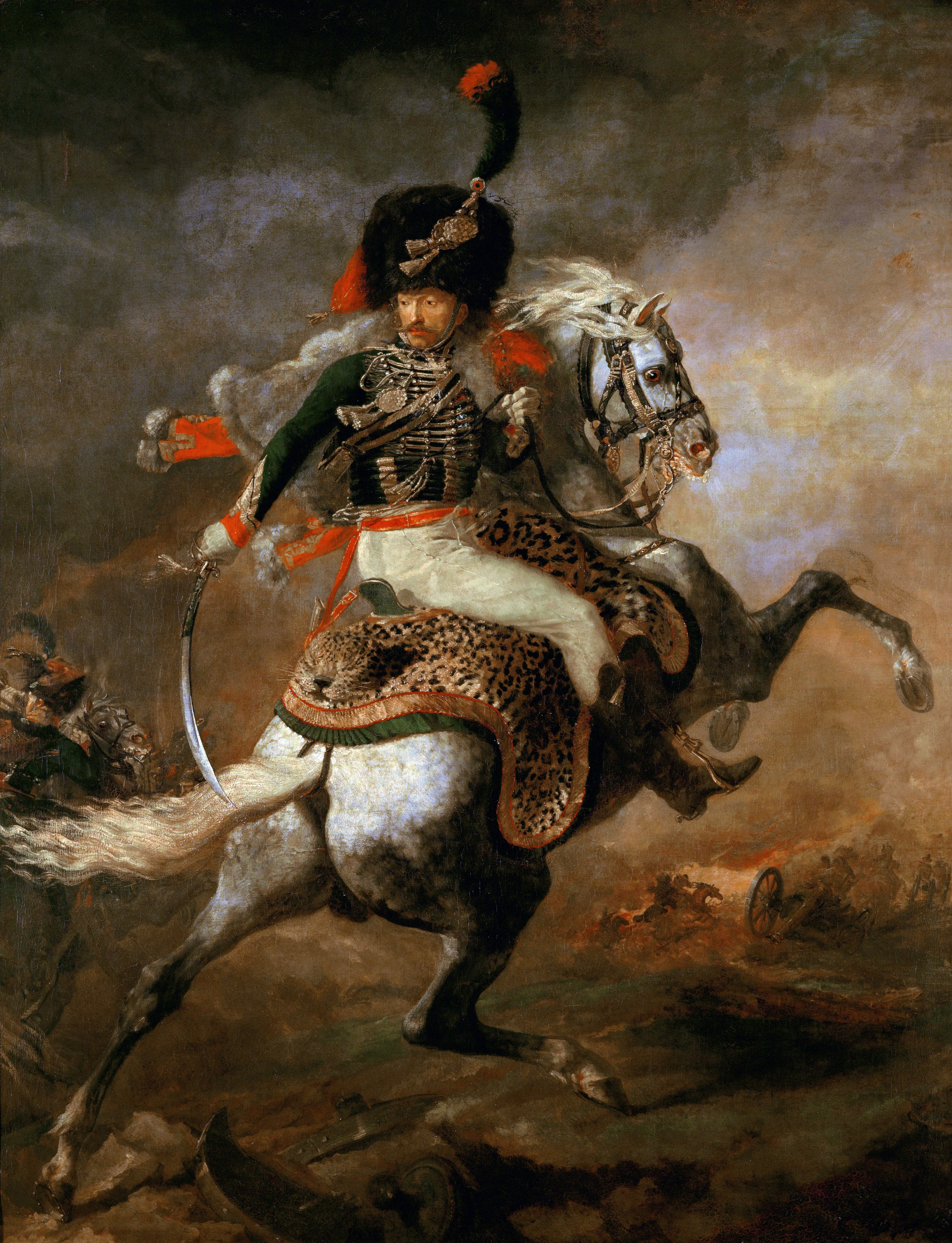
Der Bart der Husaren entwickelte sich zum Leitbild für Militärangehörige: Théodore Géricault: Ein Offizier der kaiserlichen Garde greift an. 1812

Sogenannte Husarenregimenter, eine Truppengattung der leichten Kavallerie, wurden nach ungarischem Vorbild ab dem späten 17. Jahrhundert allmählich in weiten Teilen Kontinentaleuropas zum regulären Teil des Heeresverbandes. Ihre Uniform griff europaweit Elemente der ungarischen Nationaltracht auf: Flügel- bzw. Pelzmütze (Kolpak) oder später auch Tschako, eng anliegende Hosen und verschnürte Jacken (anfänglich der kurze Dolman, ab Mitte des 19. Jahrhunderts der waffenrockartige Attila) sowie pelzbesetzte Überjacken (Mente), die im Sommer über die Schulter gehängt getragen wurden. Die meisten Angehörigen solcher Husarenregimenter, die spätestens seit den napoleonischen Kriegen in ganz Europa bekannt waren, trugen den bis zum Rand des Unterkiefers verlängerten vollen Schnauzbart, den sogenannten Mongoleibart. Ein Oberlippenbart wurde jedoch zur üblichen Barttracht von Regimentsangehörigen.
In Großbritannien versuchte man 1830 das Tragen von Schnauzbärten auf die Angehörigen von elitären Kavallerie-Regimentern wie den Life Guards, den Horse Guards und den Husarenregimentern zu begrenzen, musste aber schließlich nachgeben und allen Militärangehörigen das Tragen eines Schnauzbartes erlauben. Eine ähnliche Entwicklung gab es in Frankreich, wo ab 1833 alle Militärangehörigen sich mit einem Schnauzbart schmücken durften. In Spanien dagegen war das Tragen eines Schnauzbarts bis 1845 auf Offiziere begrenzt. Um die Mitte des 19. Jahrhunderts trugen nahezu alle europäischen Kavallerieangehörigen sowie die meisten der regulären Offiziere einen Schnauzbart. Die Barttracht wurde dermaßen üblich, dass Kavallerie-Angehörige, die noch zu jung waren, um einen beeindruckenden Schnauzbart zu haben, diesen sich anmalten. Er blieb aber in Teilen Europas eine aufs Militär begrenzte Haartracht. In Bayern wurde 1838 eine Verordnung erlassen, die es Zivilpersonen unter Androhung von Arrest und einer zwangsweisen Rasur verbot, Schnauzbärte zu haben. Ein ähnliches Verbot für Nicht-Offiziere gab es von 1997 bis 2014 innerhalb der Policía Nacional de Colombia.
Über das britische Königshaus wurde die Mode dann auch in hochadeligen Kreisen außerhalb des Militärs populär. Der britische Prinzgemahl Albert von Sachsen-Coburg und Gotha, seit 1840 Ehemann Queen Victorias, trug Schnauzbart und Koteletten und seine Haartracht beeinflusste die britische Oberschicht.

#### 1830 bis 1850: Der Revolutionär trägt Vollbart

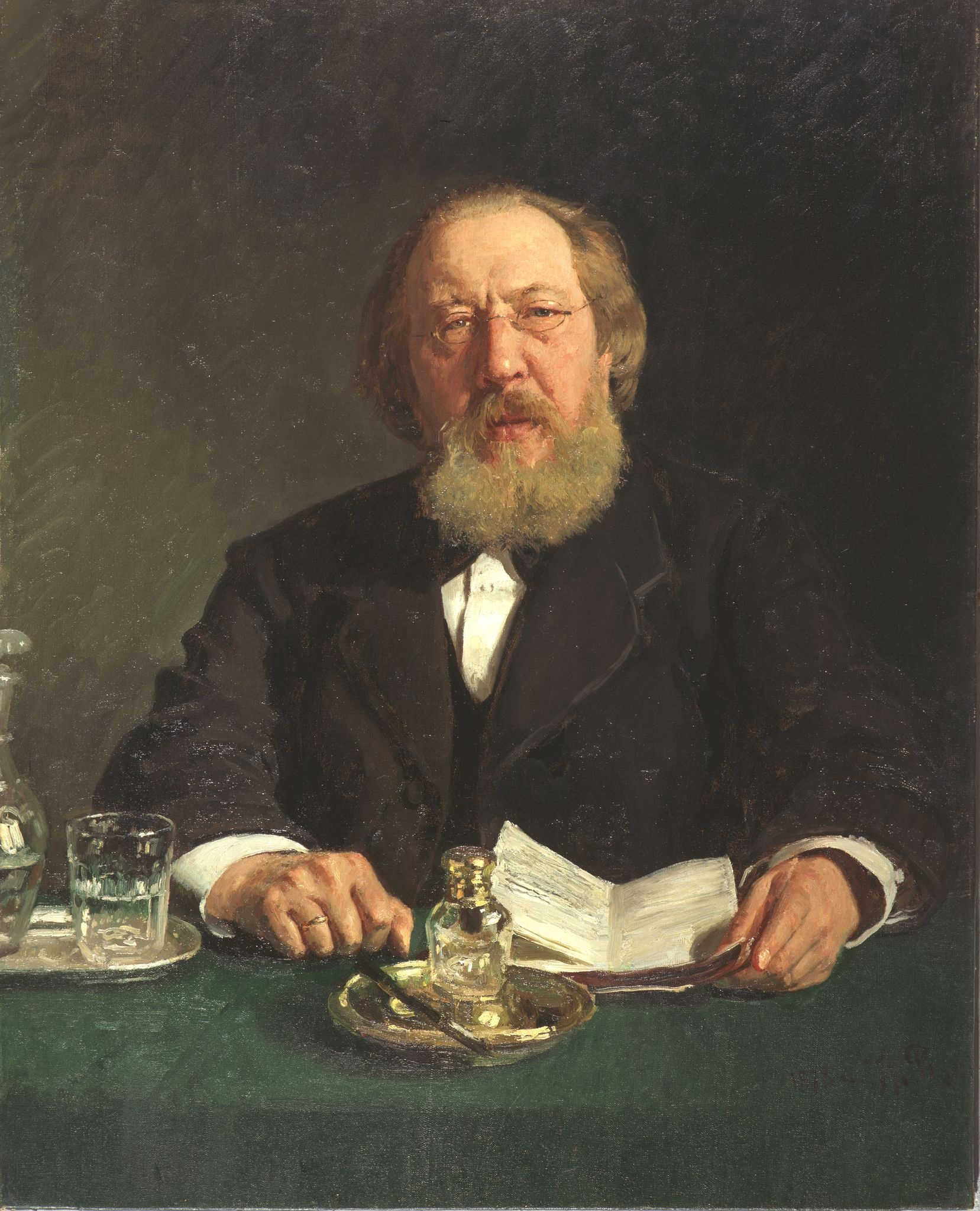
Iwan Aksakow, Porträt von Ilja Repin, einer der Mitbegründer der Slawophilie

In weiten Teilen Europas unterstrich ein Zivilist bis etwa zur ersten Hälfte des 19. Jahrhunderts, der auf eine Glattrasur verzichtete, seine von der Mehrheit abweichende politische Haltung. Ein Pariser Polizeireport aus dem Jahre 1840 lamentiert

„… wir sehen mit Schmerzen viele Angehörige der Arbeiterklasse in Blusen, mit Bart und Schnauzbart, die offensichtlich mehr Zeit mit Politik als mit Arbeit verbringen, die republikanische Zeitungen und widerliche Pamphlete lesen, die einzig mit dem Ziel veröffentlicht werden, diese auf einen Irrweg zu führen ...“

In Großbritannien waren es sogar zwei Gruppen, die mit ihrer Barttracht ihre Auflehnung gegen die bestehende Ordnung signalisierten. Neben Angehörigen der Arbeiterschicht trugen auch irische Freiheitskämpfer Bart. In Russland wollten slawophile Adelige, darunter Alexei Stepanowitsch Chomjakow, Iwan und Konstantin Aksakow, die in traditioneller russischer Kleidung und Barttracht 1849 vor dem nur mit dem militärischen Schnurrbart geschmückten Zar Nikolaus erschienen, damit ihre Kritik an einem zunehmenden westlichen Einfluss auf Russland und eine Rückkehr zu traditionellen russischen Werten einfordern. Mit ihren Vollbärten wollten sie an die russische Landbevölkerung und die russische Vergangenheit erinnern und die Barttracht der russisch-orthodoxen Geistlichkeit aufgreifen. Zar Nikolaus, Nachfahre von Zar Peter dem Großen, der Träger traditioneller russischer Bärte mit einer Bartsteuer belegte, dagegen sah in allen russischen Adeligen mit Vollbart Kritiker seiner Herrschaft. Er ließ nicht nur offiziell seinen Missfallen an solcher Barttracht erkennen, sondern machte auch klar, dass vollbärtige russische Adelige keine Ernennung in ein offizielles russisches Amt zu erwarten hätten.

#### Zweite Hälfte des 19. Jahrhunderts: Auch der Vollbart wird salonfähig
Um 1850 waren alle Bewegungen, die dem Bürgertum mehr Mitspracherechte einräumen sollten, in Europa weitgehend gescheitert. Die Barttracht verlor ihre politische Bedeutung und in der zweiten Hälfte des 19. Jahrhunderts wurde Bart in unterschiedlicher Form in allen Gesellschaftskreisen aufgegriffen, ohne dass dies mit einer politischen Botschaft oder mit einer Zugehörigkeit zum Militär verknüpft war.

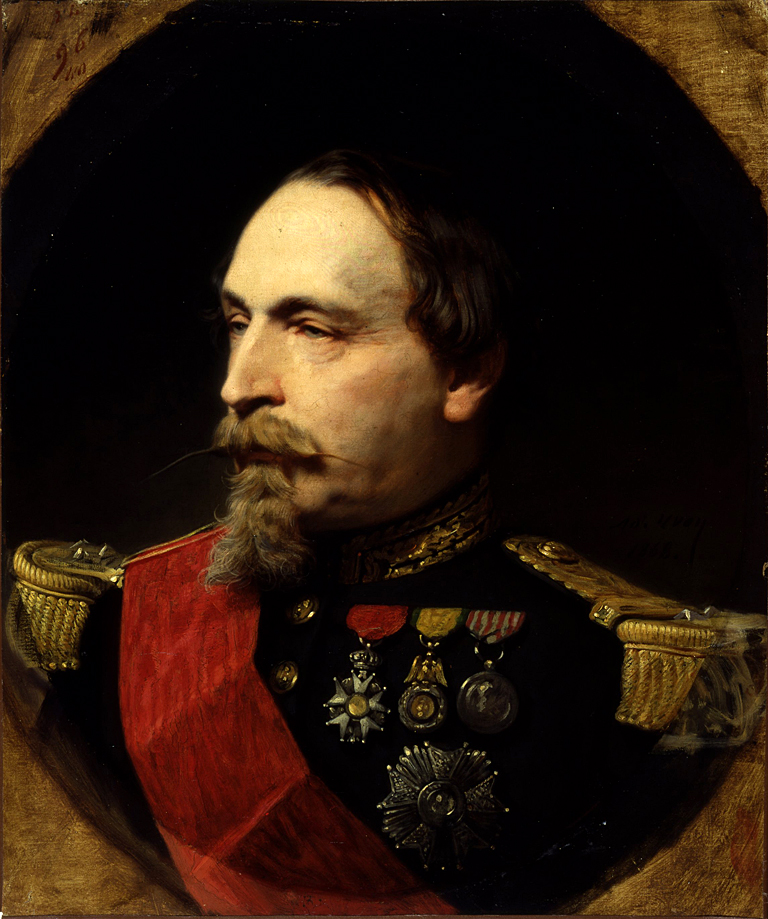
Napoleon III.: Der Bart wird salonfähig.

Der Sozial-Historiker Oldstone-Moore ist der Ansicht, dass den entscheidenden Anteil an diesem Wandel Charles Louis Napoléon Bonaparte hatte, der nach jahrelangem Exil während der Zweiten Republik von 1848 bis 1852 französischer Staatspräsident und von 1852 bis 1870 als Napoleon III. Kaiser der Franzosen war. Mit dem Staatsstreich vom 2. Dezember 1851 hatte der aus einer Volkswahl hervorgegangene Präsident eine Diktatur errichtet, die ein Jahr darauf in das Zweite Kaiserreich mündete. Charles Louis Napoléon Bonaparte war nicht nur das erste bärtige französische Staatsoberhaupt seit dem 17. Jahrhundert. Sein Stil wurde auch in weiten Kreisen Frankreichs kopiert.
In Großbritannien war es der populäre Entertainer Albert Richard Smith, der dem Vollbart den Anstrich von Respektabilität gab. Der vollbärtige Smith trat zwischen 1852 und 1858 mehr als zweitausend Mal mit einer Inszenierung seiner Besteigung des Mont Blanc vor britischem Publikum auf. Mehr als eine halbe Million Briten sahen seine Show, darunter der britische Prinzgemahl, der diese 1853 sah, und Königin Victoria, die sich diese insgesamt drei Mal ansah und Smith zu Privatvorführungen nach Osbourne und Schloss Windsor einlud. Oldstone-Moore nennt Smith einen Prototyp einer neuen Männlichkeit: unabhängig, tüchtig, mutig und mit Bartschmuck. Sein Erfolg basierte nicht auf ererbten Reichtum oder anderen Privilegien, sondern allein auf Willenskraft. In der britischen Gesellschaft, die solche Qualitäten in einem Mann schätzte, wurde der Vollbart zum Symbol dieser Eigenschaften.
Ein ähnlicher Wandel vollzog sich in den Vereinigten Staaten von Amerika: Abraham Lincoln war der erste US-amerikanische Präsident, der mehr als nur Koteletten trug. Oldstone-Moore ist der Ansicht, dass Lincoln seine Barttracht sehr bewusst wählte. Er verzichtete auf den Vollbart oder den großen Schnauzbart, wie er für US-amerikanische Generäle charakteristisch war, und wählte den Backenbart, wie ihn insbesondere Pfarrer trugen. Mehr noch als Lincoln war es jedoch der einflussreiche US-amerikanische Dichter Walter Whitman, der die Verknüpfung Bart und Männlichkeit in die US-amerikanischen Vorstellungswelt einführte. Für Whitman repräsentierte die Rasur Furcht und Flucht vor den Härten des Lebens. Der Bart dagegen stand für einen Mann, der sich den Herausforderungen und Freuden des Lebens stellte. Jede Auflage seines Hauptwerkes Leaves of Grass zierte auch eine Fotografie, die einen vollbärtigen, einfach gekleideten und von der Sonne verbrannten Whitman zeigte. Der in den USA und in Großbritannien weit gelesene Dichter wurde zum Symbol einer modernen Männlichkeit, die auf körperlicher Vitalität und Belastbarkeit sowie furchtlosem Verhalten basierte.

#### Erste Hälfte des 20. Jahrhunderts: Der moderne westliche Mann ist wieder glattrasiert
Die Rasur verbilligte und vereinfachte sich im Jahre 1901 durch die Erfindung des Rasierhobels durch King Camp Gillette. Mit diesem Wegwerfgegenstand konnte sich jeder Mann ohne großen Aufwand die tägliche Rasur leisten. Gilettes Erfindung gilt jedoch nur als Nutznießer einer Entwicklung hin zur Bartlosigkeit, nicht als Ursache dieses Trends. Im 19. Jahrhundert hatten Mediziner noch regelmäßig argumentiert, dass ein Bart die Haut vor Sonne und Wetter schütze sowie Staub aus der Atemluft filtere. Seit Louis Pasteurs Entwicklung der Keimtheorie wurde dieses Argument zunehmend unhaltbar und mit Beginn des 20. Jahrhunderts mehrten sich Artikel in Zeitungen, Magazinen und medizinischen Fachzeitschriften, die den Bart mit der Übertragung von Krankheiten assoziierten: 1907 beispielsweise berichtete ein französischer Wissenschaftler, dass ein Bartträger beim Küssen Tuberkulose und Diphtherie-Erreger übertragen könne. 1909 erschien in der medizinischen Fachzeitschrift Lancet eine Studie britischer Mediziner, die zu dem Ergebnis gekommen waren, dass glattrasierte Männer weniger häufig unter Erkältungen litten. Die Glattrasur des Gesichtes entwickelte sich entsprechend zum neuen Standard, der mit Jugend, Energie, Reinheit und Verlässlichkeit assoziiert war. Bartträger wurden allmählich wieder zu Personen, die außerhalb einer sozialen Norm stand. In Nordamerika war diese Entwicklung schneller zu beobachten als in Europa: Bereits 1907 schrieb die US-amerikanische Burlington Northern Railroad ihren Schaffnern Bartlosigkeit vor, das Los Angeles Police Department unterband 1915 die Beförderung von Polizisten, die noch Schnurrbart trugen. Nach dem Ersten Weltkrieg waren in der westlichen Welt die im vorigen Jahrhundert beliebten ausufernden Voll- und hochstilisierten Backenbärte weitgehend verschwunden.

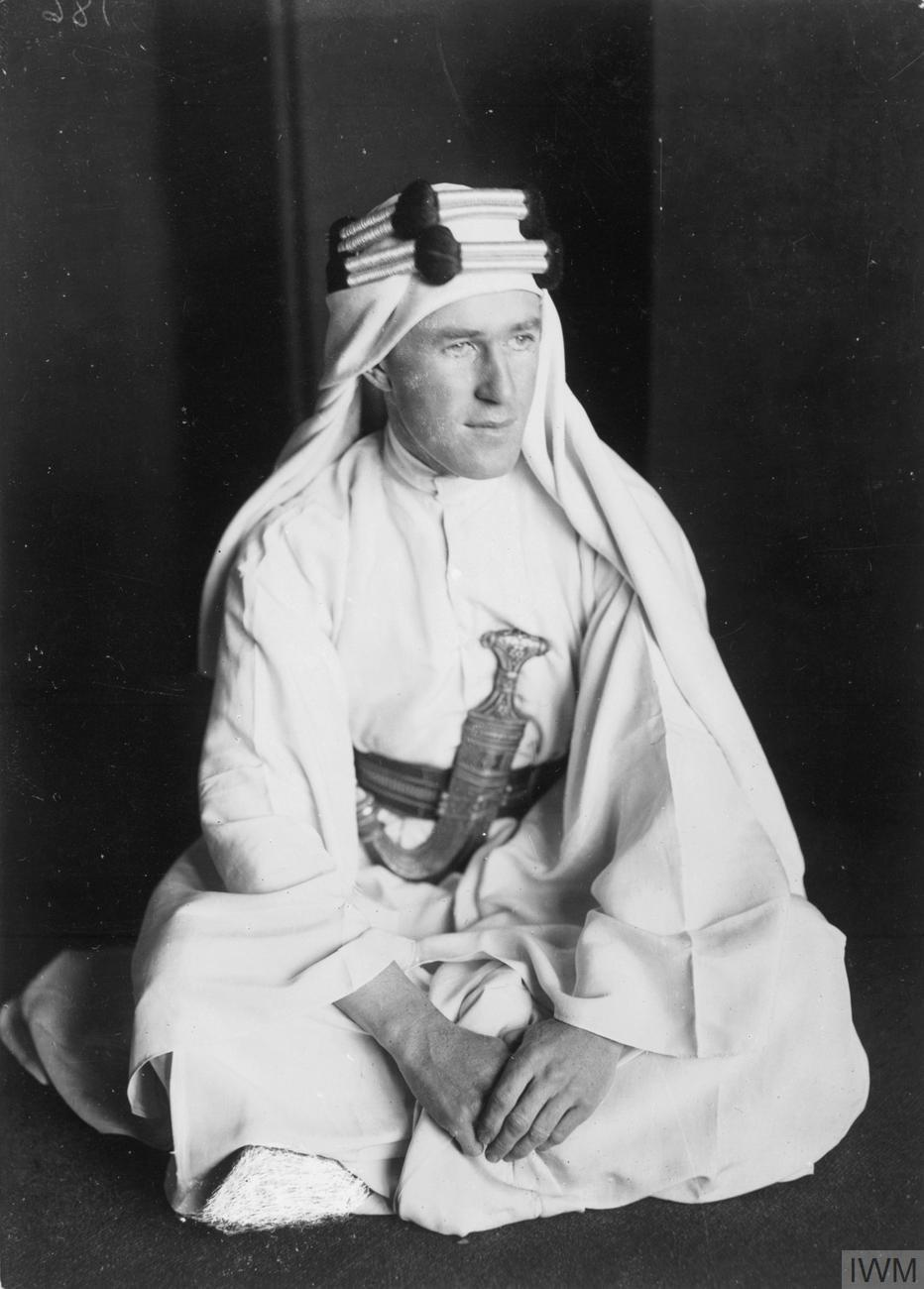
Der britische Offizier Thomas Edward Lawrence in arabischem Gewand – der moderne Mann rasiert sich.

Es wird häufig argumentiert, dass das Erfordernis an die Soldaten, Gasmasken problemlos und schnell bei Gasangriffen aufzusetzen, den bis dahin beliebten Barttrachten ein jähes Ende setzte. Der Sozialhistoriker Oldstone-Moore hält dies für nicht zutreffend. Nach seiner Ansicht setzte bereits vor dem Ersten Weltkrieg ein Trend zur Glattrasur ein, und er weist darauf hin, dass in Großbritannien bereits vor dem Ausbruch des Ersten Weltkrieges Angehörige des Militärs immer wieder darum ersuchten, nicht mehr den obligatorischen Schnurrbart tragen zu müssen. 1915, im zweiten Jahr des Ersten Weltkrieges, sah sich der britische König George gezwungen, eine Ermahnung an die Truppenteile auszusprechen, die Rasurvorschriften, die den Schnurrbart vorsahen, einzuhalten. Erst 1916 gab der britische Generalstab nach und verzichtete auf diese Vorschrift, die zu Konflikten innerhalb der eigenen Truppe geführt hatte.
Oldstone-Moore nennt für diesen Wandel der Normen zwei Beispiele: 1912 schien in der Oktoberausgabe des Pulp-Magazins All-Story Magazine erstmals eine Geschichte mit der fiktiven Gestalt des Tarzans als Protagonisten. Der unter Affen aufwachsende britische Adelige rasiert sich, um seine Zugehörigkeit zum Menschen zu unterstreichen:

„Zwar hatte er in seinen Büchern Männer gesehen mit einer großen Menge an Haaren oberhalb der Lippe, auf den Wangen und am Kinn, aber trotzdem war Tarzan beunruhigt. Fast täglich benetzte er sein scharfes Messer und kratzte und schabte seinen jungen Bart weg, um dieses herabwürdigende Sinnbild des Affen loszuwerden. Und so lernte er sich zu rasieren – grob zwar und schmerzhaft, das ist wahr – aber doch effektiv.“

Oldstone-Moores zweites Beispiel ist der britische Offizier Thomas Edward Lawrence, bekannter unter seinem Spitznamen Lawrence von Arabien, der die Glattrasur auch nutzte, um sich von seinen arabischen Verbündeten abzusetzen, oder Wert darauf legte, selbst unter schwierigsten Umständen sich täglich zu rasieren.

### Gegenwart
Mit dem Aufkommen der Gegenkultur der Beatniks und der Hippies wurde der Bart in den 1960er-Jahren wieder modisch als Zeichen von Individualität und Querdenkertum. In den 1980er Jahren war der Oberlippenbart stark angesagt.
In den 1990er und 2000er Jahren wurde der Drei-Tage-Bart beliebt.
Im Sog der Hipster-Bewegung wurde der Bart, auch gerade als längerer Vollbart, in der westlich-abendländischen Kultur ab etwa 2010 mehr und mehr zu einem Mode-Accessoire.

### Andere Kulturen
Im Sikhismus und in der Rastafari-Bewegung werden Bärte aus religiösen Gründen getragen. Sadhus, hinduistische Wandermönche, lassen sich Haupt- und Barthaar stehen als Zeichen ihres asketischen Lebensstils.
Seit 1980 tragen Eishockey-Spieler während der Playoffs so genannte Playoff-Bärte.

### Bärte in der Literatur und Wissenschaft

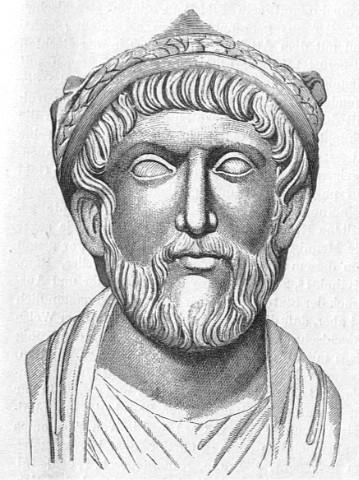
Julian nach der Statue des Kaisers im Louvre

Bereits der römische Kaiser Julian (331–363) verfasste eine ironische Skizze Misopogon (dt. „der Barthasser“). Aus der zweiten Hälfte des 12. Jahrhunderts stammt eine ausführliche Abhandlung über Bärte, verfasst von Burchardus, Abt des Zisterzienserklosters Bellevaux in der Franche-Comté. Sie ist an die zisterziensischen Laienbrüder gerichtet. Nach Auffassung des Autors waren Bärte für die ungebildeten, in der Landwirtschaft tätigen Laienbrüder angemessen, nicht aber für die Priestermönche.
Insbesondere in Zeiten, in denen noch einheitlichere Kleidungs-, Bart- und Haartrachtkonventionen herrschten als heute, konnte schon eine kurze Erwähnung der Barttracht zur Charakterisierung einer literarischen Figur beitragen. Ein Beispiel ist etwa Der Untertan im gleichnamigen Roman von Heinrich Mann, der durch seinen „katerhaft drohenden“ „Es-ist-erreicht“-Bart seine Loyalität für Wilhelm II. demonstriert. Auch in der Erzählung Das Eisenbahnunglück von Thomas Mann gehören die Bärte zweier Protagonisten neben ganz wenigen anderen Accessoires zu den Attributen, die den „Herrn“, der sich über öffentliche Vorschriften souverän hinwegsetzt, vom „Mann“, der in diesem Fall den Staat verkörpert, unterscheiden.

## Redensarten
- Die Redensart Das ist (nur) ein Streit um des Kaisers Bart tut einen Streit als belanglos ab.
- Jemandem um den Bart gehen bzw. Honig um den Bart schmieren bedeutet, ihm zu schmeicheln.
- Barba non facit philosophum, neque vile gerere pallium („Ein Bart macht noch lange keinen Philosophen, auch nicht, einen billigen Mantel zu tragen“ nach Aulus Gellius).

## Siehe auch

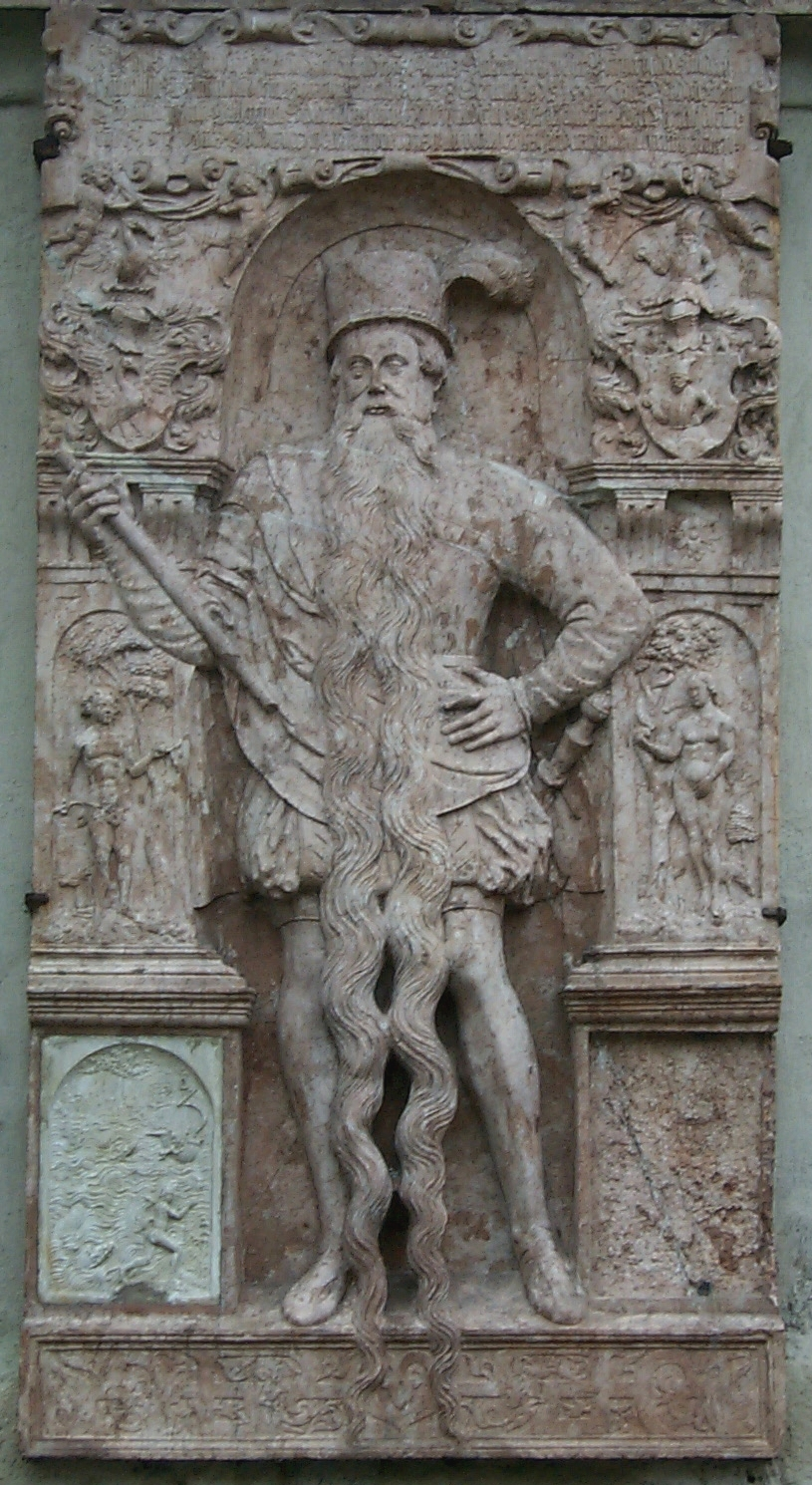
Grabstein des Hans Staininger, der wegen seines außergewöhnlich langen Bartes berühmt war